# 東多久站
東多久站（日语：／ Higashi-Taku eki */?）是位於佐賀縣多久市東多久町大字別府，九州旅客鐵道（JR九州）的唐津線車站。

## 車站構造

### 站房
建有木製單層站房，為第二代站站房，稱為「東多久交流廣場」，採用簡易式的車站模式運作。左側為兼用候車大堂的開放空間，站房內四周的牆身均貼滿了車站附近的多久市立東原庠舎東部校學生的作品。而於站房的轉角處設有以木板固定在牆身上的木板櫈。右端為站務室，現時已停用。本站設有一部簡易式近距離售票機，但不是放置於站務室外，而是左側轉彎後、開放式驗票口對面的牆方。另外，有別於其他站房，本站房的開放式驗票口位於站房的左側，而非慣常與出口對正月台。
而在站房正門左邊，則擺放了一張坐在長櫈上的志田林三郎銅像，志田林三郎出身於東多久村，是一位工程學博士。佐賀縣政府及多久市役所為表揚他作為25名在明治維新時期對日本各方面有重大影響力的佐賀縣籍偉人之一，2019年6月26日在車站外舉行了銅像掲幕儀式。
站房前端為站前廣場，左側另建有一座男、女及傷殘人士的獨立式洗手間。而廣場兩側亦設有警署及郵局。

### 月台
以千鳥式組成的2個側式月台，長度約為120米，有效長度為6輛。其中往佐賀方面的月台較為遠離站房，月台之間設有跨線橋連接。列車採用左側進站方式。
| 月台             | 路線    | 上下行 | 方向             |
| ---------------- | ------- | ------ | ---------------- |
| 南邊（站房一方） | ■唐津線 | 下行   | 唐津、西唐津方向 |
| 北邊             | ■唐津線 | 上行   | 佐賀方向         |

## 歷史
- 1903年12月14日：九州鐵道（第一代）久保田站至莇原站（現時為多久站）之間開通，此站啟用。當時此站名為別府站（日语：／）[2]。
- 1907年7月1日：九州鐵道被國有化[3][4][5]。
- 1911年6月1日：車站改名為東多久站[6]。
- 1963年2月1日：貨物提取服務取消[6]。
- 1973年2月1日：手提行李提取服務取消[7]。並降為無人站[8]。
- 1987年4月1日：隨國鐵分割民營化，車站由九州旅客鐵道（JR九州）營運[9]。
- 1998年12月6日：舊站房拆毀[10]。
- 2001年10月10日：東多久交流廣場啟用[11][12]。
- 2015年：終止簡易委託化，改為全日無人化。
- 2019年6月22日：於站房外擺放了志田林三郎的銅像[1]。

## 利用狀況
JR九州自2016年度起只公佈首300位最高日均使用量後，本站由於每年的日均使用量均只維持一百多人次，所以沒有公佈實際使用人數，但亦被收錄於排行榜後的附錄表內。
| 乘車人次變化 | 乘車人次變化 | 乘車人次變化 |
| 年度         | 1日平均人次  | 出處         |
| ------------ | ------------ | ------------ |
| 2000         | 257          | [ 統計 1 ]   |
| 2001         | 245          | [ 統計 1 ]   |
| 2002         | 241          | [ 統計 1 ]   |
| 2003         | 221          | [ 統計 1 ]   |
| 2004         | 211          | [ 統計 1 ]   |
| 2005         | 205          | [ 統計 1 ]   |
| 2006         | 202          | [ 統計 1 ]   |
| 2007         | 187          | [ 統計 1 ]   |
| 2008         | 207          | [ 統計 1 ]   |
| 2009         | 197          | [ 統計 1 ]   |
| 2010         | 176          | [ 統計 1 ]   |
| 2011         | 180          | [ 統計 1 ]   |
| 2012         | 158          | [ 統計 1 ]   |
| 2013         | 156          | [ 統計 1 ]   |
| 2014         | 158          | [ 統計 2 ]   |
| 2015         | 190          | [ 統計 3 ]   |
| 2016         | >100         | [ 統計 4 ]   |
| 2017         | >100         | [ 統計 5 ]   |
| 2018         | >100         | [ 統計 6 ]   |
| 2019         | >100         | [ 統計 7 ]   |
| 2020         | >100         | [ 統計 8 ]   |
| 2021         | >100         | [ 統計 9 ]   |
| 2022         | >100         | [ 統計 10 ]  |
| 2023         | >100         | [ 統計 11 ]  |

## 相鄰車站
九州旅客鐵道（JR九州）
■唐津線
小城－東多久－中多久

## 注腳
1. 1 2  日本の電気工学の祖 志田林三郎博士モニュメント除幕式，多久市刊物「多久日和」2019年8月號：第4頁。
2. ↑  日本《官報》第6140號「運輸開始」，大藏省印刷局：1903年12月18日，第478頁。
3. ↑  日本《官報》第7125號「遞信省告示第233號」，大藏省印刷局：1907年4月4日，第80頁。
4. ↑  九州鉄道百年祭実行委員会・百年史編纂部会 (编).  初版. 九州旅客鉄道. 1988: 65 （日语）.
5. ↑  廣岡治哉 『近代日本交通史 明治維新から第二次大戦まで』 法政大學出版局，1987年4月15日。ISBN 978-4588600173
6. 1 2  石野哲（編）. . JTB. 1998: 719. ISBN 978-4-533-02980-6.
7. ↑  . 官報. 1973-02-01.
8. ↑  . 鉄道公報 (日本国有鉄道総裁室文書課). 1973-02-01: 2.
9. ↑  九州鉄道百年祭実行委員会・百年史編纂部会 (编).  初版. 九州旅客鉄道. 1988: 181 （日语）.
10. ↑  . 西日本新聞 朝刊 (西日本新聞社). 1998-12-06: 24.
11. ↑  . 西日本新聞 朝刊 (西日本新聞社). 2001-10-26: 31.
12. ↑  . 佐賀新聞 (佐賀新聞社). 2001-10-11.

### 統計數據
1. ↑  佐賀縣統計年鑑
2. ↑  佐賀縣統計年鑑（平成27年度）第12章　運輸及び通信—12.7 鉄道乗降客数及び貨物発着トン数
3. ↑  .   [2025-07-12]. （原始内容存档于2025-05-23）.
4. ↑   (PDF). 九州旅客鉄道. 2017-07-31  [2017-08-01]. （原始内容 (PDF)存档于2017-08-01）.
5. ↑   (PDF). 九州旅客鉄道.   [2019-03-10]. （原始内容 (PDF)存档于2019-07-06） （日语）.
6. ↑   (PDF). 九州旅客鉄道.   [2018-07-13]. （原始内容存档 (PDF)于2019-12-06） （日语）.
7. ↑  駅別乗車人員上位300駅（2019年度） （页面存档备份，存于），JR九州。
8. ↑  駅別乗車人員上位300駅（2020年度） （页面存档备份，存于），JR九州。
9. ↑  駅別乗車人員上位300駅（2021年度） （页面存档备份，存于），JR九州。
10. ↑  駅別乗車人員上位300駅（2022年度） （页面存档备份，存于），JR九州。
11. ↑   (PDF).   [2025-04-24]. （原始内容存档 (PDF)于2024-09-19）.

## 外部連結
- JR九州東多久站